# Виборчий округ 224
Виборчий округ 224 — виборчий округ в місті Севастополі, який внаслідок окупації Кримського півострову Російською Федерацією в 2014 році, тимчасово не перебуває під контролем України і вибори в ньому не проводяться. В сучасному вигляді був утворений 28 квітня 2012 постановою ЦВК №82 (до цього моменту існувала інша система виборчих округів). Внаслідок подій 2014 року в цьому окрузі вибори були проведені лише один раз, а саме парламентські вибори 28 жовтня 2012. Станом на 2012 рік окружна виборча комісія цього округу розташовувалась в будівлі Гагарінської районної державної адміністрації за адресою м. Севастополь, просп. Жовтневої революції, 8.
До складу округу входять Балаклавський, Гагарінський і частина Ленінського району (території на захід від проспекту Генерала Острякова та на південь від шосе Генерала Моргунова). Виборчий округ 224 межує з округом 225 на півночі, з округом 10 на північному сході і на сході, з округом 7 на південному сході та обмежений узбережжям Чорного моря з усіх інших сторін. Виборчий округ №224 складається з виборчих дільниць під номерами 850001-850034, 850036-850087, 850120-850122, 850131-850135 та 850194.

## Народні депутати від округу
| Ім'я                           | Фото | Партія          | Скликання | Дата набуття повноважень | Дата припинення повноважень                                   |
| ------------------------------ | ---- | --------------- | --------- | ------------------------ | ------------------------------------------------------------- |
| Лебедєв Павло Валентинович     |      | Партія регіонів | 7-ме      | 12 грудня 2012           | 22 березня 2013 (перейшов на посаду Міністра оборони України) |
| Новинський Вадим Владиславович |      | Партія регіонів | 7-ме      | 3 вересня 2013           | 27 листопада 2014                                             |

## Результати виборів
Кандидати-мажоритарники:
- Лебедєв Павло Валентинович (Партія регіонів)
- Белик Дмитро Анатолійович (Руський блок)
- Богатиренко Сергій Васильович (Комуністична партія України)
- Тюлєнєв Сергій Анатолійович (Батьківщина)
- Рибаков Микола Сергійович (УДАР)
- Єрмаков Іван Федосович (Україна — Вперед!)
- Кондратевський Сергій Михайлович (Громада)
- Варданідзе Людмила Іванівна (Народно-демократична партія)
- Донець Григорій Григорович (самовисування)
- Голік Олександр Олексійович (Народна партія)